# 萨勒多德
萨勒多德（法語：Salles-d'Aude，法語發音：[sal dod] ⓘ）是法国奥德省的一个市镇，属于纳博讷区。

## 地理
萨勒多德（43°14'18"N, 3°7'11"E）面积18.15 平方千米，位于法国奧克西塔尼大區奥德省，该省份为法国南部沿海省份，北起塔恩省，西北接上加龙省，西接阿列日省，南至东比利牛斯省，东临地中海，东北与埃罗省接壤。
与萨勒多德接壤的市镇（或旧市镇、城区）包括：库尔桑、弗勒里、维纳桑、尼桑莱藏塞吕讷、莱斯皮尼昂。
萨勒多德的时区为UTC+01:00、UTC+02:00（夏令时）。

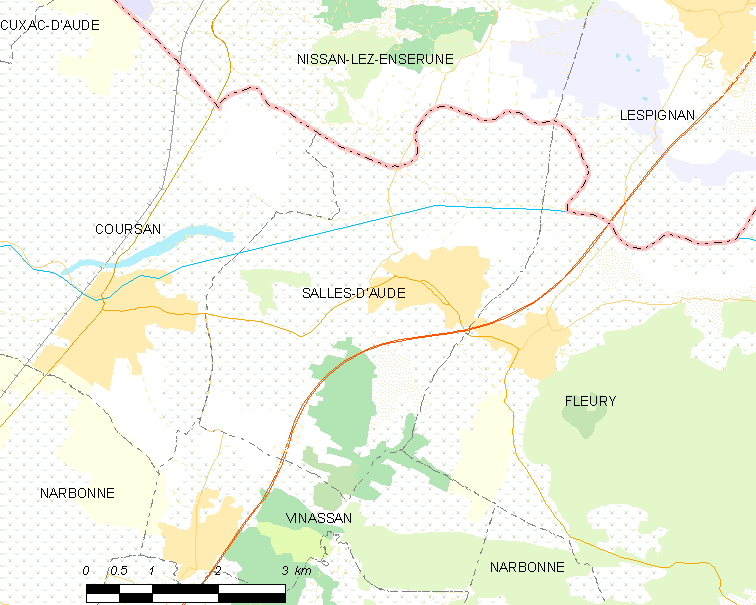
萨勒多德的OSM定位图

## 行政
萨勒多德的邮政编码为11110，INSEE市镇编码为11370。

## 政治
萨勒多德所属的省级选区为奥德低平原县。

## 人口

1962-2008年间萨勒多德人口变化图示

萨勒多德于2022年1月1日时的人口数量为3280人。